# Grupo 7 de Astronautas da NASA

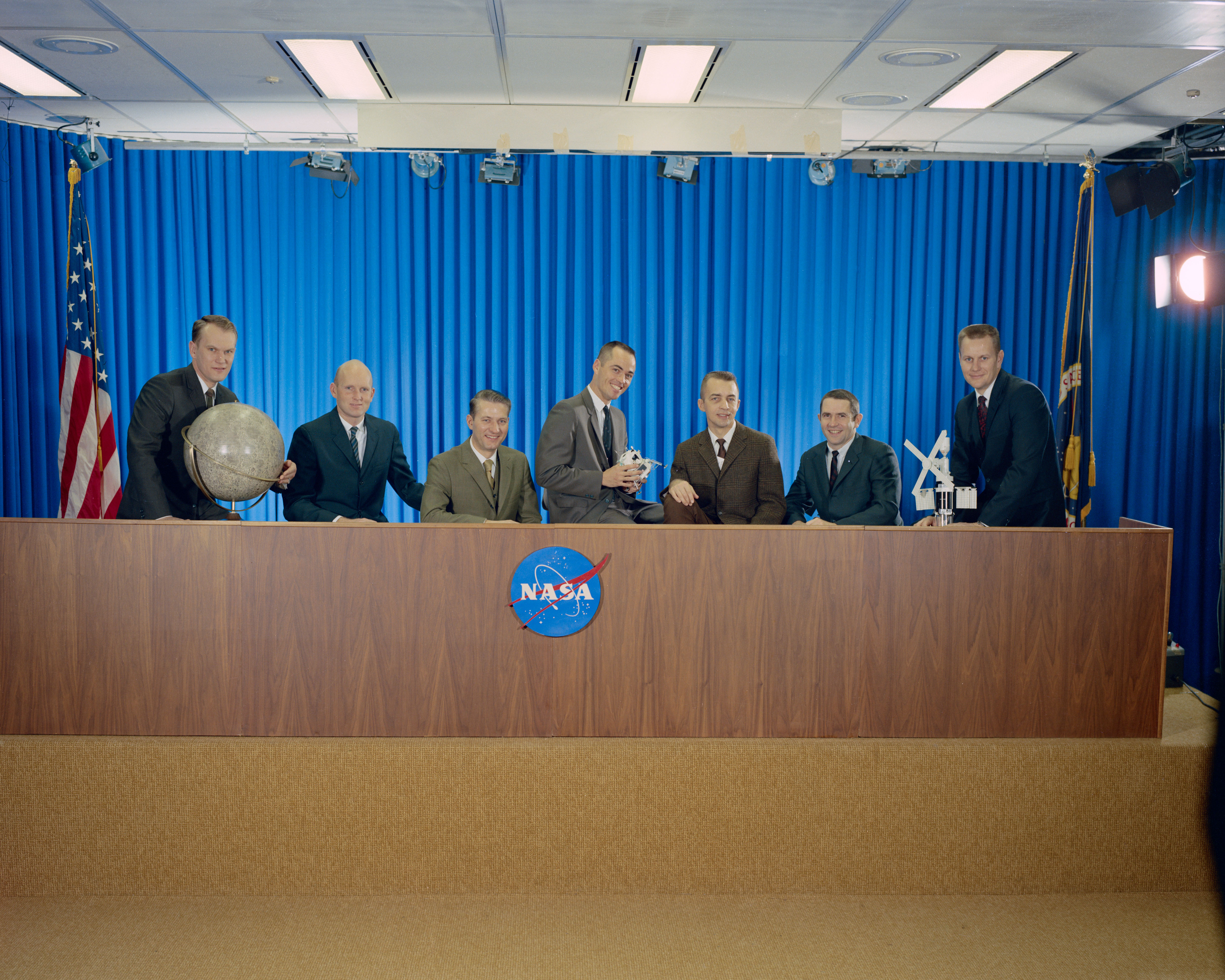
Os astronautas em 1969: Bobko, Fullerton, Hartsfield, Crippen, Peterson, Truly e Overmyer.

O Grupo 7 de Astronautas da NASA foi um grupo de astronautas selecionado pela Administração Nacional da Aeronáutica e Espaço (NASA) para integrarem o programa espacial dos Estados Unidos. Foi o sétimo grupo de astronautas da NASA e o último selecionado na década de 1960, tendo sido anunciado em 14 de agosto de 1969. Eles eram Karol Bobko, Robert Crippen, Gordon Fullerton, Henry Hartsfield, Robert Overmyer, Robert Overmyer, Donald Peterson e Richard Truly.
Os sete astronautas tinham sido originalmente escolhidos pela Força Aérea dos Estados Unidos para participarem do Laboratório Orbital Tripulado, um projeto espacial semisecreto com uma imagem pública mas com um missão de reconhecimento secreta. Ao todo, dezessete astronautas foram selecionados em três grupos em 1965, 1966 e 1967 para integrarem o projeto, todos ex-alunos da Escola de Pilotos de Pesquisa Aeroespacial. O projeto acabou cancelado em junho de 1969 e a NASA aceitou os sete astronautas mais jovens para integrarem seu Corpo de Astronautas.
Todas as designações de voo do Programa Apollo já tinham sido definidas na época que entraram na NASA, porém eles receberam designações de suporte para as missões Apollo restantes e também na Skylab e Apollo–Soyuz. Todos os sete astronautas acabaram indo para o espaço pelo menos uma vez, formando os primeiros pilotos do Ônibus Espacial e, depois de suas primeiras missões, também seus primeiros comandantes. Além disso, Truly depois serviu como Administrador da NASA de 1989 a 1992.

## Astronautas
| Imagem | Nome                    | Nascimento             | Falecimento          | Carreira | ref   |
| ------ | ----------------------- | ---------------------- | -------------------- | --- | ----- |
|        | Karol J. Bobko          | 23 de dezembro de 1937 |                      | - STS-6, Abril 1983: Piloto - STS-51-D, Abril 1985: Comandante - STS-51-J, Outubro 1985: Comandante                                                                                               | [ 1 ] |
|        | Robert L. Crippen       | 11 de setembro de 1937 |                      | - STS-1, abril de 1981: Piloto - STS-7, Junho 1983: Comandante - STS-41-C, Abril 1984: Comandante - STS-41-G, Outubro 1984: Comandante - Serviu como diretor do Centro Espacial John F. Kennedy   | [ 2 ] |
|        | C. Gordon Fullerton     | 11 de outubro de 1936  | 21 de agosto de 2013 | - Testes de Aproximação e Aterrissagem, fevereiro a outubro de 1977: Piloto - STS-3, Março 1982: Piloto - STS-51-F, Julho de 1985: Comandante                                                     | [ 3 ] |
|        | Henry W. Hartsfield Jr. | 21 de novembro de 1933 | 17 de julho de 2014  | - STS-4, Junho 1982: Piloto - STS-41-D, Agosto de 1984: Comandante - STS-61-A, Outubro 1985: Comandante                                                                                           | [ 4 ] |
|        | Robert F. Overmyer      | 14 de julho de 1936    | 22 de março de 1996  | - STS-5, Novembro 1982: Piloto - STS-51-B, Abril 1985: Comandante | [ 5 ] |
|        | Donald H. Peterson      | 22 de outubro de 1933  | 27 de maio de 2018   | - STS-6, abril de 1983: Especialista de Missão | [ 6 ] |
|        | Richard H. Truly        | 12 de novembro de 1937 |                      | - Testes de Aproximação e Aterrissagem, fevereiro a outubro de 1977: Piloto - STS-2, Novembro 1981: Piloto - STS-8, Agosto de 1983: Comandante - Serviu como Administrador da NASA de 1989 a 1992 | [ 7 ] |